# MTV Europe Music Award al miglior artista asiatico
L'MTV Europe Music Award al miglior artista asiatico (MTV Europe Music Award for Best Asian Act) è uno dei premi principali degli MTV Europe Music Awards, che viene assegnato dal 2012.

## Albo d'oro

### Anni 2010
| Anno | Vincitore                                                       | Nominati                                         |
| ---- | --------------------------------------------------------------- | ------------------------------------------------ |
| 2012 | Han Geng                                                        | - Super Junior - Exile - Jolin Tsai - Yuna Zarai |
| 2013 | Chris Lee (Sud-est Asia, Cina continentale, Hong Kong e Taiwan) | - Show Lo - My Tam                               |
| 2013 | EXO (Cina e Corea)                                              | - Momoiro Clover Z                               |
| 2014 | Bibi Zhou (Sud-est Asia, Cina continentale, Hong Kong e Taiwan) | - Hebe Tien - Sarah Geronimo                     |
| 2014 | B.A.P (Giappone e Corea)                                        | - Daichi Miura                                   |
| 2015 | Jane Zhang                                                      | - BTS - Dempagumi.inc - Jay Chou - Sơn Tùng M-TP |

### Anni 2020
| Anno | Vincitore | Nominati                                                             |
| ---- | --------- | -------------------------------------------------------------------- |
| 2022 | TXT       | - Niki - Maymay Entrata - Silvy - The Rampage from Exile Tribe       |
| 2023 | Be First  | - Vachirawit Chiva-aree - Moira Dela Torre - Tiara Andini - Treasure |
| 2024 | Bini      | - Illit - Mahalini - Masdo - Sakurazaka46                            |